# مدرسه عالی نیروی دریایی
مدرسه عالی نیروی دریایی (به انگلیسی: Naval Postgraduate School) از دانشگاه‌های آمریکا و متعلق به نیروی دریایی ایالات متحده آمریکا است. این دانشگاه در مونته‌ری، کالیفرنیا واقع است.